# Rainer Lindner
Rainer Lutz Thomas Lindner (* 1966) ist ein deutscher Osteuropa-Historiker und Manager. Er ist seit Juli 2020 Vorsitzender des Vorstands der Heine + Beisswenger Stiftung + Co. KG. Außerdem ist Lindner außerplanmäßiger Professor an der Universität Konstanz.

## Werdegang
Nach dem Studium (M.A. 1993 und der Promotion 1997 an der Universität Tübingen) folgte 2005 die Habilitation an der Universität Konstanz. Forschungsaufenthalte hatte er u. a. an Universitäten in Cambridge, Massachusetts (Harvard University), Minsk, Kiew und Moskau. Von 1994 bis 1998 war er wissenschaftlicher Mitarbeiter und Berater der Bundesregierung und des Bundestages am Deutschen Institut für Internationale Politik und Sicherheit der Stiftung Wissenschaft und Politik. Danach war er von 1998 bis 2005 wissenschaftlicher Mitarbeiter an der Universität Konstanz. Seit Januar 2008 hat er eine außerplanmäßige Professur an der Universität Konstanz. Von 2005 bis 2008 war Lindner als wissenschaftlicher Mitarbeiter und Berater der Bundesregierung und des Bundestages am Deutschen Institut für Internationale Politik und Sicherheit der Stiftung Wissenschaft und Politik in Berlin. 2008 bis 2015 arbeitete er als Geschäftsführer des Ost-Ausschusses der Deutschen Wirtschaft. Lindner war von 2016 bis 2020 CEO der Subregion Central & Eastern Europe/Middle East Africa, einem Unternehmen des Automobilzulieferkonzerns  Schaeffler. Seit 2020 ist er Vorstandsvorsitzender der in der Stahlbranche tätigen Heine + Beisswenger Gruppe mit Sitz in Fellbach bei Stuttgart.
Außerdem war Lindner  Kurator des Deutsch-Russischen Forums e. V. und Vorsitzender der Deutsch-Belarussischen Gesellschaft, er nimmt Ehrenämter als Vorsitzender des Deutsch-Ukrainischen Forums, Vorsitzender des Caspian Europe Forums sowie als Gründer und Vorsitzender des „Minsk Forums“ wahr. Zusätzlich war er Vorstandsmitglied der Deutschen Gesellschaft für Osteuropakunde (DGO) und Mitglied im Wissenschaftlichen Beirat des Berlin-Instituts für Bevölkerung und Entwicklung sowie Mitglied des Kuratoriums des Osteuropa-Instituts der Universität Dresden und Mitglied des Kuratoriums des Internationalen Bildungs- und Begegnungswerkes, Dortmund. Des Weiteren war er im Kuratorium des Deutsch-Aserbaidschanischen Forums.
Rainer Lindner ist verheiratet und hat einen Sohn.

## Auszeichnung
Rainer Lindner wurde 2013 der Orden des Staatsbanners der Republik Montenegro 2. Klasse verliehen.

## Publikationen
- Historiker und Herrschaft. Nationsbildung und Geschichtspolitik in Weißrußland im 19. und 20. Jahrhundert (= Ordnungssysteme. Studien zur Ideengeschichte der Neuzeit. Band 5). R. Oldenbourg, München 1999.
- mit Boris Meissner (Hrsg.): Die Ukraine und Belarus’ in der Transformation. Eine Zwischenbilanz. Köln 2001.
- mit Dietrich Beyrau (Hrsg.): Handbuch der Geschichte Weißrußlands. Vandenhoeck & Ruprecht, Göttingen 2001.
- mit Stefan Creuzberger (Hrsg.): Russische Archive und Geschichtswissenschaft. Rechtsgrundlagen – Arbeitsbedingungen – Forschungsperspektiven. Peter Lang, Frankfurt am Main u. a. 2003.
- mit Jörg Gebhard und Bianka Pietrow-Ennker (Hrsg.): Unternehmer im Russischen Reich. Sozialprofil, Symbolwelten, Integrationsstrategien im 19. und frühen 20. Jahrhundert. Osnabrück 2006.
- Unternehmer und Stadt in der Ukraine, 1860–1914. Industrialisierung und soziale Kommunikation im südlichen Zarenreich (= Historische Kulturwissenschaft. Band 10). Konstanz 2006.
- mit Jörg Baberowski (Hrsg.): Dietrich Geyer, Das russische Imperium. Von den Romanows bis zum Ende der Sowjetunion. De Gruyter/Oldenbourg, Berlin/Boston 2020.